# 2005년 한화 이글스 시즌
2005년 한화 이글스 시즌은 한화 이글스가 KBO 리그에 참가한 12번째 시즌으로, 빙그레 이글스 시절까지 합하면 20번째 시즌이다. 김인식 감독이 팀을 이끈 첫 시즌이며, 이도형이 주장을 맡았는데 투수-포수 19명이 2005년 1월 24일부터 태국에서 전지훈련을 했다. 팀은 8팀 중 정규시즌 4위에 오르며 포스트시즌에 진출했다. 이후 준플레이오프에서 SK 와이번스를 3승 2패로 꺾었으나, 플레이오프에서 두산 베어스에게 3전 3패로 스윕을 당해 최종 순위는 그대로 4위가 되었다.
한편, 김인식 감독은 한때 KIA 타이거즈 감독 물망에 올랐으나 KIA가 포기하는 바람에 무산됐고 이 복수로 본인(김인식) 대신 KIA 감독이 된 유남호 감독에게 정식 감독 데뷔전 패배를 안겨주기도 했다.

## 타이틀
- 야구 월드컵 은메달: 서민욱
- 영구결번 지정: 장종훈 (35)
- KBO 골든글러브: 김태균 (1루수), 이범호 (3루수), 데이비스 (외야수)
- KBO 페어플레이상: 김태균
- 일구상 재기선수상: 문동환
- 일구상 특별공로상: 장종훈
- 제일화재 프로야구대상 최고수비상: 조원우
- 제일화재 프로야구대상 프로감독상: 김인식
- 제일화재 프로야구대상 프런트상: 이경재
- 준플레이오프 MVP: 최영필
- 올스타전 홈런더비 우승: 김태균
- 올스타 선발: 송진우 (투수)
- 올스타전 추천선수: 문동환, 지연규, 신경현, 김태균, 장종훈, 조원우
- 포지션별 최고연봉 드림팀: 송진우 (좌완 선발투수)
- 출장(타자): 이범호 (126)
- 득점: 데이비스 (90)
- 루타: 김태균 (252)
- 출장(투수): 차명주 (77)
- 구원등판: 차명주 (77)
- 장타: 김태균 (58)
- 경기 당 투구 수: 문동환 (105.6)
- 수비이닝: 이범호 (1080)
- 풋아웃: 김태균 (1150)
- 병살 처리: 김태균 (110)

### 퓨처스리그
- 남부리그 타석: 이양기 (270)
- 남부리그 타수: 이양기 (237)
- 남부리그 타율: 고지행 (0.331)
- 남부리그 출루율: 고지행 (0.418)
- 남부리그 장타율: 고지행 (0.526)
- 남부리그 OPS: 고지행 (0.944)
- 남부리그 1루타: 권영근 (48)
- 완투: 서민욱 (2)
- 탈삼진: 서민욱 (87)
- 남부리그 평균자책점: 신주영 (1.99)

## 선수단
- 선발투수: 문동환, 송진우, 김해님, 정민철, 양훈
- 구원투수: 최영필, 윤규진, 신주영, 오봉옥, 차명주, 윤근영, 서민욱, 조성민, 조영민, 김창훈, 조규수, 정병희
- 마무리투수: 지연규, 안영명
- 포수: 신경현, 심광호
- 1루수: 김태균
- 2루수: 백재호, 권영근, 고지행, 한상훈
- 유격수: 브리또, 전현태, 백승룡
- 3루수: 이범호
- 좌익수: 조원우, 김수연, 이양기, 스미스
- 중견수: 데이비스
- 우익수: 김인철, 고동진
- 지명타자: 이도형, 최민준, 조현수, 최진행, 장종훈, 정희상, 임수민, 박노민

## 여담
- 송진우는 개인 통산 11번째 올스타전 등판을 가짐으로써 KBO 리그 역대 올스타전 최다 등판 투수가 되었다.
- 데이비스는 이 시즌에 KBO 리그 외국인 타자 중 최초로 KBO 통산 3000타석, 100도루를 돌파했다.
- 송진우는 KBO 리그 사상 최초로 볼넷을 통산 1000번 허용한 투수가 되었다.
- 송진우는 KBO 리그 사상 최초로 통산 1000자책점을 허용한 투수가 되었다.
- 브리또는 통산 98실책으로 KBO 리그 역대 외국인 타자 통산 최다 실책 기록을 세웠다.
- 장종훈은 이 시즌을 끝으로 은퇴했는데 KBO 리그에서 통산 월요일 경기 최다 출전(82), 최다 타석, 최다 타수, 최다 안타(82), 최다 2루타(22), 최다 삼진(58) 기록을 세웠다.
- 유혜정은 이 시즌을 끝으로 은퇴했는데, 2군에서 주로 뛰며 4시즌동안 매년 KBO 퓨처스리그에서 규정이닝을 채웠다.
- 브리또는 이 시즌을 끝으로 KBO 리그를 떠나 KBO 리그 외국인 유격수 통산 최고 WAR(23.29), 3000타석 미만 타자 중 통산 최고 WAR(23.29), 최다 사구(89), 외국인 타자 통산 포스트시즌 최다 사구(2) 기록을 세웠다.

## 같이 보기
- 2002년 한화 이글스 시즌